# Montenegro en los Juegos Olímpicos de Tokio 2020
Montenegro estuvo representado en los Juegos Olímpicos de Tokio 2020 por un total de 33 deportistas que compitieron en 6 deportes. Responsable del equipo olímpico fue el Comité Olímpico de Montenegro, así como las federaciones deportivas nacionales de cada deporte con participación.
Los portadores de la bandera en la ceremonia de apertura fueron el jugador de waterpolo Draško Brguljan y la jugadora de balonmano Jovanka Radičević. El equipo olímpico de Montenegro no obtuvo ninguna medalla en estos Juegos.